# Andreas Kreuzer
Andreas Kreuzer (* 31. August 1990) ist ein deutscher Springreiter.

## Werdegang

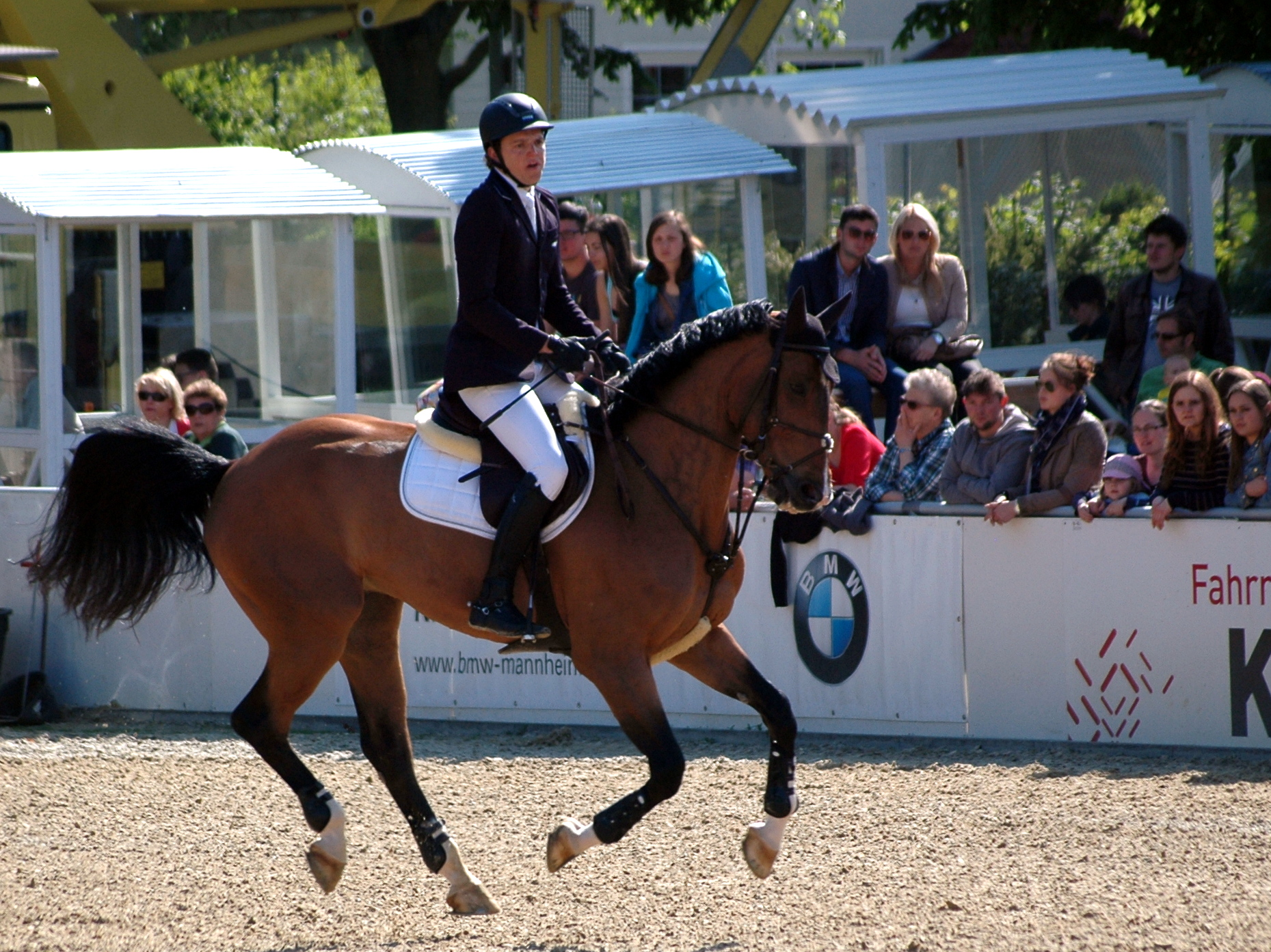
Andreas Kreuzer mit Balance beim Maimarkt-Turnier Mannheim 2014

Auf dem elterlichen Hof begann Andreas Kreuzer mit dem Ponyreiten, im Alter von 12 Jahren gewann er sein erstes Springen der schweren Klasse. Ab dem Jahr 2008 war er für vier Jahre im Stall von Paul Schockemöhle tätig. Kurz bevor er bei Schockemöhle tätig wurde, hatte Kreuzer bei der Europameisterschaft der Junioren in Prag die Bronzemedaille mit der Mannschaft gewonnen. Ein Jahr später, bei der Jungen Reiter-Europameisterschaft in Hoofddorp, belegte er mit der Mannschaft Platz 4, im Einzel kam er mit Atlantus auf Platz 10.
In Marnes-la-Coquette (Haras de Jardy) gewann Kreuzer 2010 die Bronzemedaille bei der Europameisterschaft der Jungen Reiter, mit der Mannschaft gewann er Gold. 2011 siegte er beim Preis der Besten in Warendorf. Mit Cortez gewann er zudem den Großen Preis von Bad Oeynhausen.
Ab Anfang 2011 stellte Paul Schockemöhle Andreas Kreuzer den Hengst Chacco-Blue für seine Sportkarriere zur Verfügung. Erstmals beim Deutschen Spring- und Dressurderby bestritt er einen Großen Preis auf CSI 5*-Niveau und belegte dort mit Chacco-Blue den 14. Platz. Infolge der bisherigen Erfolge wurde ihm im selben Jahr ein Startplatz beim deutschen Nationenpreisturnier in Aachen gewährt. Hier, bei seinem zweiten 5*-Großen Preis, wurde er mit Chacco-Blue Dritter.
Beim Weltcup-Turnier von Spruce Meadows im kanadischen Calgary belegte er 2011 auf Atlantus den dritten Platz.
Zur Jahresmitte 2012 wechselt Kreuzer in den Stall von Otto Becker. Seit Oktober 2014 ist Andreas Kreuzer selbständig. Zunächst war er auf der ehemaligen Anlage von Franke Sloothaak in Borgholzhausen ansässig, anschließend von April 2016 bis zum Jahr 2018 war er auf dem Hof von Lars Meyer zu Bexten in Herford tätig.
Als Mitglied des Global-Champions-League-Teams Cascais Charms konnte Andreas Kreuzer im Jahr 2016 wieder vermehrt an CSI 5*-Turnieren teilnehmen. Zusammen mit David Will gewann er die Global-Champions-League-Prüfung von Shanghai 2016. Mit Calvilot wurde er im Juni 2016 in Balve Deutscher Meister.
Seit 2018 ist Andreas Kreuzer im Dammer Ortsteil Neuenwalde als Ausbilder für Reiter und Pferde tätig und beschäftigt untere anderem mehrere Bereiter. Bis zum Jahresanfang 2020 wurde die Anlage hierfür umgebaut und erweitert.
Im Juni 2012 belegte er in der FEI-Weltrangliste den 145. Rang.

## Pferde

### Ehemalige Turnierpferde
- Atlantus (* 2000), Belgischer Fuchshengst, Vater: Quickfeuer van Koekshof, Muttervater: President; bis 2009 und ab 2012 von Ariana Azcarraga geritten[13]
- Baquita (* 2001), Westfälische Dunkelfuchsstute, Vater: Baloubet du Rouet, Muttervater: Quito de Baussy; bis Sommer 2012 von Sarah Nagel-Tornau geritten, ab September 2014 von Wilma Charlotte Hellström und Kaya Lüthi geritten[14]
- Calvilot (* 2007), Dunkelfuchswallach, Oldenburger Springpferd, Vater: Calvaro Z, Muttervater: Quilot; ab Anfang 2019 von Lisa Huep geritten[15]
- Chacco-Blue (* 1998; † 2012), brauner Mecklenburger Hengst, Vater: Chambertin, Muttervater: Contender, zuvor von André Plath und Alois Pollmann-Schweckhorst geritten, am 5. Juni 2012 nach einem Schwächeanfall verstorben[16] (Todesursache: Borreliose)[17]
- Cortez 49 (* 2000), Westfälischer Schimmelhengst, Vater: Carthago Z, Muttervater: Aldato, bis 2010 von Patrick Stühlmeyer geritten, 2012 von Tobias Thoenes geritten[18]
- La Luna 285 (* 2003), braune Westfälische Stute, Vater: Late Night, Muttervater: Cantus; seit dem Sommer 2015 von Maria Margarita Vargas geritten[19]
- Lissabon N. W. (* 1997), Westfälische Fuchsstute, Vater: Landro L, Muttervater: Foxtrott; später von Annika Kreuzer geritten[20]
- Morgane du Ry (* 2000), braune Selle-Français-Stute, Vater: Brett Saint Clair, Muttervater: Royal Ardent[21]

## Erfolge
2020:
- Großer Preis eines CSI** in Opglabbeek, Platz 4 mit Cascorrado

2019:
- CSI*** Festhallen-Reitturnier Frankfurt, Championat von Frankfurt, Platz 3 mit Dots & Dashes

2018:
- CSI***, Großer Preis von Offenburg, Platz 4 mit Calvilot
- CSI***, Großer Preis von Paderborn, Platz 1 mit Calvilot

2017:
- Mitglied der deutschen Mannschaft beim Nations-Cup-Finale in Barcelona

2016:
- Global Champions League von Shanghai, Platz 1 mit Zerafina (zusammen mit David Will als Cascais Charms)
- CSIO***, Nationenpreis von Šamorin, Platz 3 mit Calvilot
- CSI**, Großer Preis von Verden, Platz 1 mit Stalido
- CSI*****, Vienna Masters, Platz 3 mit Stalido

2015:
- CSI**, Großer Preis von Offenburg, Platz 4, (La Luna)
- CSN, Großer Preis von Verden, Platz 3, (La Luna)
- CSIO****, Nationenpreis von Linz, Platz 3 mit der deutschen Mannschaft, (La Luna)
- CSN, Optimum-Preis (zugleich 2. Wertungsprüfung Deutsche Meisterschaft) im Rahmen von Balve Optimum, Platz 1, (La Luna)
- Deutsche Meisterschaft Herren, Platz 5, (La Luna)
- CSI***, Großer Preis von Pforzheim, Platz 5, (Calvilot)

2014:
- CSI****, Großer Preis von Bourg-en-Bresse, Platz 4, (Wilane)
- CSI***, Großer Preis von Groß Viegeln, Platz 4, (Wilane)

2013:
- CSI**, Großer Preis von Offenburg, Platz 3, (Baquita)
- Großer Preis von Warstein (Prüfung Klasse S***), Platz 2, (Dakata vd Knuffel)

2012:
- CSI***, Großer Preis von Neumünster, Platz 1, (Chacco-Blue)
- CSI***, Großer Preis der zweiten Woche der Sunshine Tour Vejer de la Frontera, Platz 5, (Chintan)
- CSI**, Großer Preis von Redefin, Platz 2, (Chintan)

2011:
- Preis der Besten, Junge Reiter, Warendorf, Platz 1, (Cortez)
- Großer Preis von Bad Oeynhausen, Platz 1, (Cortez)
- CSI**, Großer Preis von Redefin, Platz 3, (Chacco-Blue)
- CSI*****, Großer Preis von Aachen, Platz 3, (Chacco-Blue)
- CSI**-W, Weltcupprüfung in Calgary-Spruce Meadows, Platz 3, (Atlantus)
- Hengstspringprüfung "FEI Zangersheide Sires of the World" im Rahmen der Weltmeisterschaft für Junge Springpferde, Zangersheide: Platz 2, (Atlantus)

2010:
- CSI**, Großer Preis von Spangenberg, Platz 5, (Atlantus)
- CSI***, Großer Preis von Vejer de la Frontera (ESP), Platz 7, (Atlantus)
- CSI***, Großer Preis von Vejer de la Frontera (ESP), Platz 8, (Morgane du Ry)

2009:
- CSI**, Großer Preis von Ising am Chiemsee, Platz 5, (Morgane du Ry)[22]